# Sandbro naturreservat
Sandbro naturreservat är ett naturreservat i Vetlanda kommun i Jönköpings län.
Området är naturskyddat sedan 2024 och är 8 hektar stort och ligger väster om Kvillsfors. Reservatet består av en ravin med en mindre sumpskog omgivet av tall- och granskog.